# 彼得·约翰·威利
彼得·约翰·威利（英語：Peter John Wyllie，1930年2月8日—）是一位实验岩石学家，曾在圣安德鲁斯大学、宾夕法尼亚州立大学、利兹大学和芝加哥大学任职，1982年获沃拉斯顿奖章，1984年当选英国皇家学会会士，1981年当选美国国家科学院外籍院士，1989年当选苏联科学院外籍院士，1996年当选中国科学院外籍院士，1995至1999年担任国际大地测量学与地球物理学联合会主席。